# Kanton Châteauvillain
Châteauvillain is een kanton van het Franse departement Haute-Marne. Het kanton maakt deel uit van het arrondissement Chaumont.

## Geschiedenis
Op 22 maart 2015 werden de aangrenzende kantons Arc-en-Barrois en Juzennecourt opgeheven. Met uitzondering van Meures en Sexfontaines die werden opgenomen in het nieuwe kanton Bologne, werden de gemeenten van die kantons toegevoegd aan het kanton Châteauvillain, dat daarmee groeide van 14 tot 38 gemeenten.
Op 1 januari 2017 fuseerden de gemeenten Colombey-les-Deux-Églises en Lamothe-en-Blaisy tot de commune nouvelle Colombey les Deux Églises.

## Gemeenten
Sinds 2017 omvat het kanton Châteauvillain de volgende 37 gemeenten:
- Aizanville
- Arc-en-Barrois
- Aubepierre-sur-Aube
- Autreville-sur-la-Renne
- Blaisy
- Blessonville
- Braux-le-Châtel
- Bricon
- Bugnières
- Châteauvillain
- Cirfontaines-en-Azois
- Colombey les Deux Églises
- Coupray
- Cour-l'Évêque
- Curmont
- Dancevoir
- Dinteville
- Giey-sur-Aujon
- Gillancourt
- Juzennecourt
- Lachapelle-en-Blaisy
- Laferté-sur-Aube
- Lanty-sur-Aube
- Latrecey-Ormoy-sur-Aube
- Leffonds
- Lavilleneuve-au-Roi
- Maranville
- Montheries
- Orges
- Pont-la-Ville
- Rennepont
- Richebourg
- Rizaucourt-Buchey
- Silvarouvres
- Vaudrémont
- Villars-en-Azois
- Villiers-sur-Suize